# (9878) Sostero
(9878) Sostero (1994 FQ) – planetoida z pasa głównego asteroid okrążająca Słońce w ciągu 5,43 lat w średniej odległości 3,09 j.a. Odkryta 17 marca 1994 roku.